# Naensen
Naensen [ˈnaːənˌsn̥] (sprich: Nahensen) ist eine Ortschaft der Stadt Einbeck im südniedersächsischen Landkreis Northeim.

## Geographie
Naensen befindet sich im nördlichen Teil der Stadt Einbeck und liegt im Leinebergland zwischen den Höhenzügen Selter im Norden, Hube im Süden und Hils im Westen. Die Ortschaft befindet sich auf etwa 200 bis 257 m ü. NHN.

## Geschichte
Der Ort wurde 1154 unter der Bezeichnung Nanekessen erstmals urkundlich erwähnt. Die Grafen von Wohldenberg waren hier begütert. Am 18. Dezember 1306 verzichtete Luthard V. Edler von Meinersen nach Empfang von 8 Mark reinem Silber zugunsten des Klosters Amelungsborn auf alle Ansprüche, die er seitens seiner Frau Jutta von Wohldenberg an einem Hof und 3½ Hufen hat.
Im Zuge der Gebietsreform in Niedersachsen, die am 1. März 1974 stattfand, wurde die zuvor selbständige Gemeinde Naensen durch Eingemeindung zur Ortschaft der Stadt Einbeck und wechselte vom Landkreis Gandersheim zum Landkreis Northeim.

## Religion

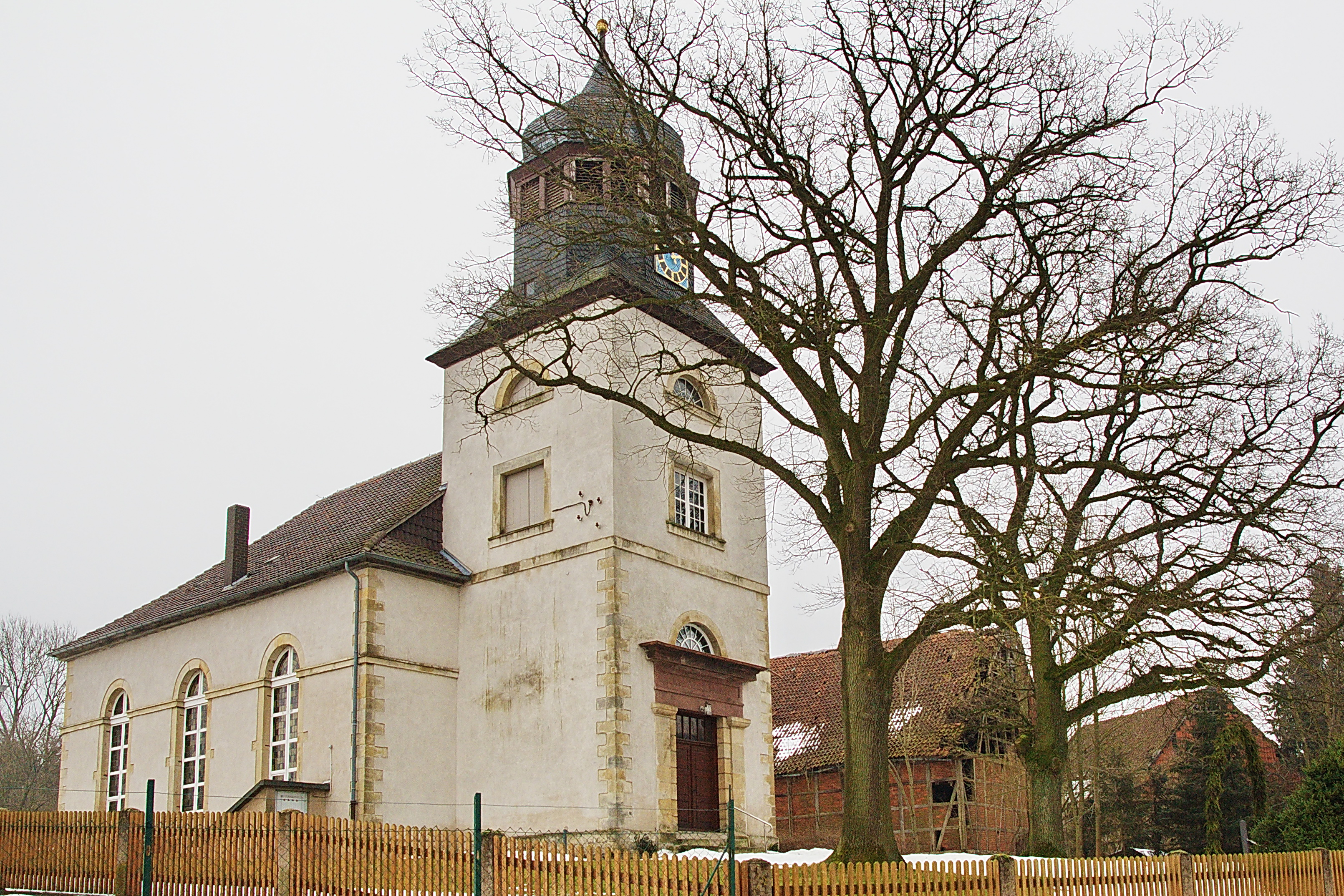
St.-Georg-Kirche

Zur Kirchengemeinde Naensen der Propstei Gandersheim-Seesen gehören auch die Gemeinden Ammensen und Stroit.

## Politik

### Ortsrat
Der Ortsrat der Ortschaft Auf dem Berge, der die Ortsteile Bartshausen, Brunsen, Hallensen, Holtershausen, Naensen, Stroit, Voldagsen und Wenzen gemeinsam vertritt, setzt sich aus 13 Ratsmitgliedern zusammen. Die Wahlperiode begann am 1. November 2021 und endet am 31. Oktober 2026.
- Wgem. „Auf dem Berge“: 13 Sitze

(Stand: Kommunalwahl 12. September 2021)

### Ortsbürgermeister
Der Ortsbürgermeister und Ortsbeauftragter ist Gerhard Mika (WG).

## Kultur und Sehenswürdigkeiten
Die 1824 errichtete St.-Georg-Kirche erhielt 1911 einen neuen Turmhelm mit Glockenstuhl, dessen aus der Renaissance abgeleitete Form für diese Region ungewöhnlich ist.

## Wirtschaft und Infrastruktur
Naensen liegt zwischen Hannover und Göttingen im Abschnitt Alfeld−Einbeck an der Bundesstraße B 3. Durch den Ort führt die Bahnstrecke Altenbeken–Kreiensen mit nahem Naenser Tunnel (884 m lang) im Selter. 
Zur Entwicklung des Postwesens in Naensen siehe: Postroute Braunschweig-Göttingen.

### Bahnhof Naensen

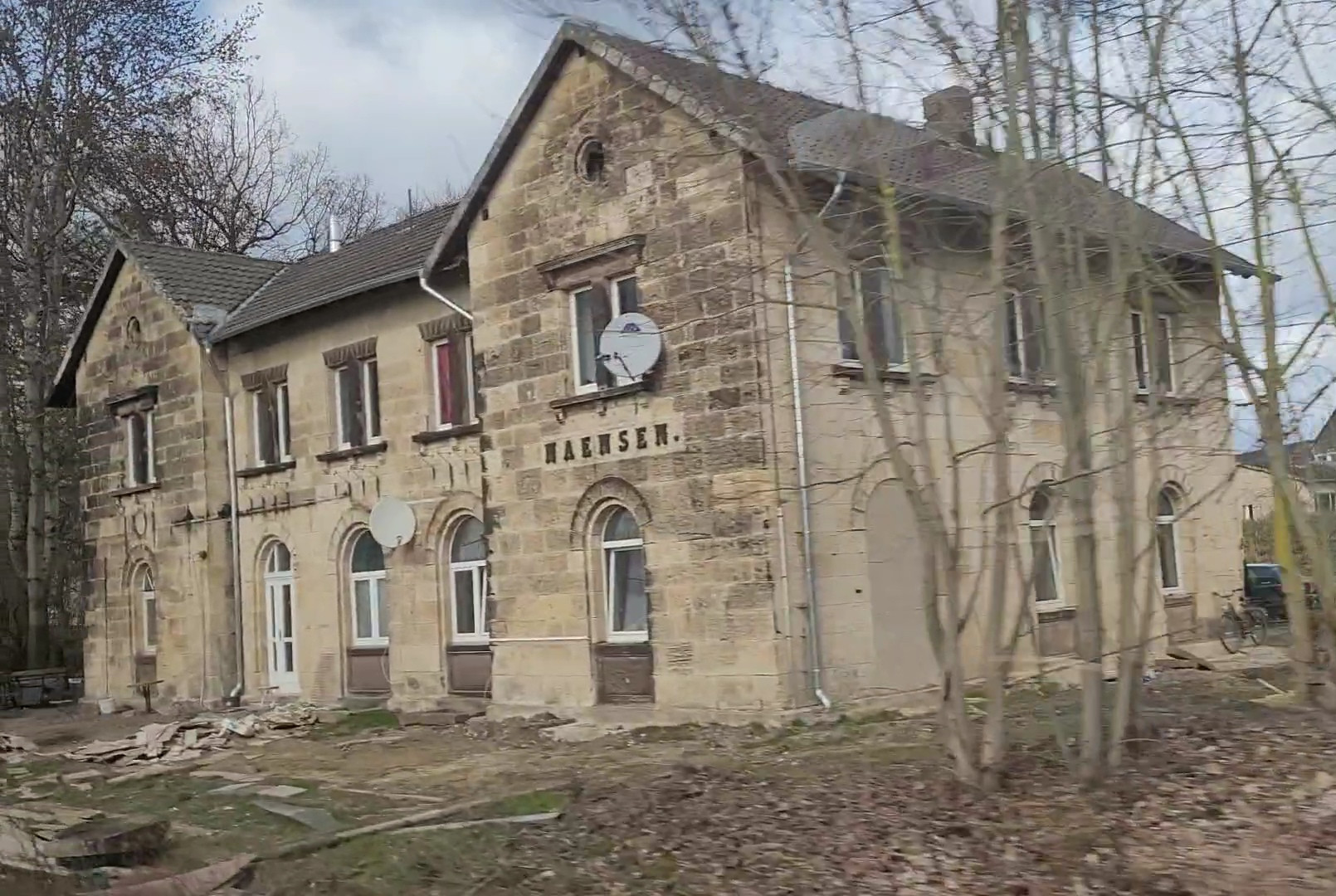
Ehemaliges Empfangsgebäude am stillgelegten Bahnhof Naensen, 2023

Der Bahnhof Naensen lag an der Braunschweigischen Südbahn (Kilometer 115,3). Der Passagierbetrieb wurde im Jahr 1976 aufgegeben. Das Empfangsgebäude (Adresse: An der Bundesstraße 2 a) und die Hausbahnsteigkante sind denkmalgeschützt.
Ab den 2010er-Jahren äußerten mehrere Lokalpolitiker den Wunsch, einen neuen Haltepunkt in Naensen einzurichten. Ein Vertreter der Landesnahverkehrsgesellschaft Niedersachsen begegnete dieser Forderung im Mai 2022 mit Skepsis und begründete dies mit zu geringem zusätzlichen Fahrgastpotenzial.

## Persönlichkeiten
- Helmut Donat (* 1947), Verleger und Publizist